# Claude Grignon
Claude Grignon (né le 14 janvier 1936) est un sociologue français. Il est spécialisé dans la sociologie de la culture, de l’éducation, de la consommation et des goûts ainsi qu’en épistémologie des sciences sociales.

## Biographie
Les premières recherches de Claude Grignon portent sur la sociologie de l’éducation et sont menées dans le cadre du Centre de sociologie européenne, fondé par Raymond Aron puis dirigé par Pierre Bourdieu, avec qui il soutient sa thèse sur l’enseignement technique. (L’ordre des choses, 1971). Ce travail, qui associe enquêtes statistiques et observations ethnographiques, fait déjà apparaître les limites de la théorie de la légitimité culturelle lorsqu’il s’agit de décrire les cultures populaires.
Après avoir participé activement au milieu des années 70 à la fondation de la revue Actes de la Recherche en Sciences Sociales dans laquelle il publie plusieurs articles, Claude Grignon prend ses distances avec Pierre Bourdieu et son équipe tout en continuant son enseignement à l’EHESS jusqu’en 1990. Dans le même temps il entreprend à l’Institut National de la Recherche Agronomique, où il a été recruté en 1965, des travaux sur la consommation, les modes de vie et les goûts en collaboration avec l’INSEE (« Styles d’alimentation et goûts populaires » 1981). En 1982 Claude Grignon et Jean-Claude Passeron analysent dans un séminaire commun, sur la base de leurs travaux respectifs, les obstacles que rencontre la sociologie des cultures populaires ; ils décrivent les dérives opposées du misérabilisme, qui ne voit dans les modes de vie populaires que des inégalités sociales, et du populisme, qui oublie que les cultures populaires sont aussi des cultures dominées (Le savant et le populaire, 1989). Claude Grignon reprend ces réflexions dans sa préface à l’autobiographie de Richard Hoggart (33 Newport Street, Autobiographie d'un intellectuel issu des classes populaires anglaises, 1991).
Claude Grignon est à l’origine de nombreuses entreprises collectives visant à allier la pratique sociologique et la réflexion théorique. En 1990 il crée à l’INRA le Laboratoire de recherche sur la consommation (CORELA) qui réunit des sociologues, des historiens et des économistes. Les difficultés rencontrées dans leur collaboration donnent lieu à une réflexion collective menée à la MSH sur les rapports que les différentes disciplines entretiennent avec les mathématiques et avec le langage naturel, et sur les relations entre narration, modélisation et formalisation (Le modèle et le récit 2002). À la même époque Claude Grignon fonde la revue Critiques Sociales (1990-1996), émanation d’une association militante du même nom, dans laquelle publient de jeunes chercheurs ; on y trouve également une première version du dernier ouvrage de Basil Bernstein (Pédagogie contrôle symbolique et identité). Président du Comité Scientifique de l'Observatoire de la Vie Étudiante de 1993 à 2004, il crée l’enquête triennale sur les conditions de vie des étudiants, pérenne à ce jour.
De 2003 à 2007 il anime avec le biologiste Claude Kordon un séminaire rassemblant des chercheurs des sciences de l’homme et des sciences de la nature. La confrontation des pratiques de recherche de ces disciplines débouche sur la mise au jour des options sous-jacentes sur lesquelles reposent leurs épistémologies respectives et sur l’esquisse d’une nouvelle typologie des sciences (Sciences de l’homme et sciences de la nature 2009).
Dans Sociologie et idéologie (2008), Claude Grignon étudie ce qui distingue les théories scientifiques des systèmes de pensée. En examinant les conditions auxquelles les sciences de l’homme peuvent produire des énoncés falsifiables sans s’aligner pour autant sur le modèle des sciences physiques, il montre comment la sociologie peut prendre place dans le système des sciences.

## Principales publications
- L'ordre des choses. Les fonctions sociales de l'enseignement technique, Paris, Éditions de Minuit, Coll. le Sens Commun, 1971.
- Avec Ch. Grignon, "Styles d'alimentation et goûts populaires", Revue française de sociologie, XXI (4), 1980, p. 531-569.
- “Sociology of Taste and the Realist Novel: Representation of Popular Eating in E. Zola”, Food and Foodways, vol. 1 (1), 1986, p. 117-160.
- Avec J.-C. Passeron, Le savant et le populaire, misérabilisme et populisme en sociologie et en littérature, Paris, Gallimard-Le Seuil, coll. Hautes Etudes, 1989, 260 p.
- Présentation de Richard Hoggart, 33 Newport Street, Autobiographie d'un intellectuel issu des classes populaires anglaises, traduction de A Local Habitation, par Ch. et C.Grignon, Paris, Gallimard-Le Seuil, coll. Hautes Études, 1991, p. 7-21.
- Avec M. Aymard, et F. Sabban (éd.), Le temps de manger: alimentation, emploi du temps et rythmes sociaux, Paris, Éditions de la MSH et INRA-éditions, 1993, 326 p.
- "Rule, fashion, work: the social genesis of the contemporary French pattern of meals", Food & Foodways, vol 6 number 3-4, 1996, p. 205-241.
- Avec Ch. Grignon, "Long-Term Trends in Food Consumption: a French Portrait", Food & Foodways, vol. 8(3), 1999, p 151-174.
- (éd.), Les conditions de vie des étudiants, enquête OVE, Paris, PUF, coll. Politique d’aujourd’hui, 2000, 533 p.
- Avec J-Y Grenier et P-M. Menger (éd.), Le modèle et le récit, Paris, Editions de la Maison des Sciences de l’Homme, 2001.
- " Comment peut-on être sociologue ? ", Revue européenne des sciences sociales, Tome XL, 2002, n° 123, p. 181-225.
- Sociologie et Idéologie, Genève, Droz, (n° spécial de la Revue européenne des sciences sociales, Tome XLVI, n°142).
- avec C. Kordon (dir.), Sciences de l’homme et sciences de la nature, essais d’épistémologie comparée, Paris, Ed. de la Maison des Sciences de l’Homme, 2009.